# Бабенко, Иван Андреевич (бригадир)
Ива́н Андре́евич Бабе́нко (26 июня 1934 года, село Подгородное, Днепропетровская область, Украинская ССР — 30 октября 2002 года, Подгородное, Днепропетровская область, Украина) — бригадир совхоза «Нижнеднепровский» Днепропетровского района Днепропетровской области, Украинская ССР. Герой Социалистического Труда (1972).

## Биография
Родился в 1934 году в крестьянской семье в селе Подгородное (сегодня — город) Днепропетровской области. Украинец. Получил среднее образование в родном селе. Окончил Эрастовский сельскохозяйственный техникум в посёлке Вишнёвое. Проходил срочную службу в составе Группы советских войск в Германии.
После армии возвратился в родное село, где с 1957 года возглавлял овощеводческую бригаду совхоза «Нижнеднепровский». Бригада под руководством Ивана Бабенко в своей работе применяла передовые агротехнические методы, в результате чего урожайность возросла с 150—170 центнеров овощей с каждого гектара в 1957—1958 годах до 300—350 центнеров с каждого гектара. Указом Президиума Верховного Совета СССР от 15 декабря 1972 года удостоен звания Героя Социалистического Труда «за большие успехи, достигнутые в увеличении производства и продажи государству зерна, сахарной свеклы, других продуктов земледелия и проявленную трудовую доблесть в уборке урожая» с вручением ордена Ленина и золотой медали Серп и Молот.
Неоднократно участвовал в работе Всесоюзной выставки ВДНХ (1974, 1980, 1981).
Избирался делегатом XXVI съезда Компартии Украины.
После выхода на пенсию проживал в городе Подгородное. Умер в октябре 2002 года.
Награды и звания
- Герой Социалистического Труда
- Орден Ленина
- Орден Трудового Красного Знамени (08.04.1971)
- Орден Октябрьской Революции (06.03.1981)
- Бронзовая (1974), серебряная (1980) и золотая (1981) медали ВДНХ.